# Hank Worden
Norton Earl « Hank » Worden, né le 23 juillet 1901 à Rolfe (Iowa, États-Unis), mort le 6 décembre 1992 à Los Angeles (Californie, États-Unis), est un acteur américain.
Connu comme Hank Worden, il est parfois crédité Worden Norton, Heber Snow, Hank Warden ou encore Norton E. « Hank » Worden.

## Biographie
De 1935 à 1990, Hank Worden participe à de nombreux films américains, surtout des westerns (souvent, au long de sa carrière, dans des petits rôles non crédités). Fait notable, il sera aux côtés de John Wayne dans seize films, notamment de John Ford. C'est dans une réalisation de ce dernier, La Prisonnière du désert en 1956, que son interprétation de Mose Harper est particulièrement remarquée. Dans de très nombreux films, son physique particulier lui fait tenir des rôles de "simplets" au cœur tendre.
Il apparaît également à la télévision, de 1955 à 1991, dans des séries et téléfilms. Ainsi, son ultime prestation sera dans la série Twin Peaks (rôle d'un vieux serveur), en 1990-1991.
Au théâtre, à Broadway, il se produit une seule fois en 1931, dans la pièce Green grow the Lilacs (qui deviendra une comédie musicale en 1943, sous le titre Oklahoma !, puis un film musical, adaptation au cinéma de 1955), aux côtés de Tex Ritter qu'il retrouvera ensuite sur plusieurs westerns.

## Filmographie partielle

### Cinéma
(Le symbole (*) signale les films avec John Wayne)
- 1937 : Sing, Cowboy, sing de Robert N. Bradbury : Heber Snow (Homme de main)
- 1937 : The Mystery of the Hooded Horsemen de Ray Taylor : Deputy  Heber Snow
- 1938 : The Stranger from Arizona (en) d'Elmer Clifton : Skeeter
- 1938 : Ghost Town Riders (en) de George Waggner : Tom 'Cherokee' Walton
- 1939 : Les Cavaliers de la nuit (The Night Riders) (non crédité) de George Sherman (*)
- 1939 : Sundown on the Prairie (en) d'Albert Herman : Henchman Hank
- 1939 : La Chevauchée fantastique (Stagecoach) (non crédité) de John Ford (*)
- 1939 : Cupid rides the Range de Lou Brock
- 1940 : Le Grand Passage (Northwest Passage) (non crédité) de King Vidor
- 1940 : L'Odyssée des Mormons (Brigham Young) (non crédité) d'Henry Hathaway

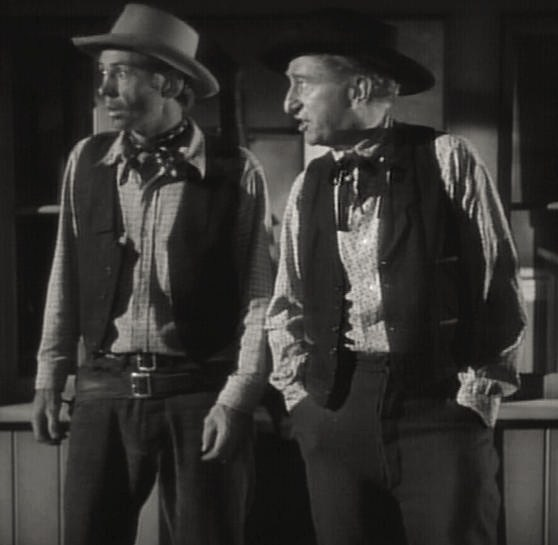
Avec Olin Howland (à droite), dans L'Ange et le Mauvais Garçon (1947)

- 1941 : Molly cures a Cowboy de Jean Yarbrough
- 1941 : Mad about Moonshine d'Harry d'Arcy
- 1942 : Riding the Wind (en) d'Edward Killy
- 1942 : Le Témoin disparu (Just Off Broadway) d'Herbert I. Leeds
- 1943 : Tenting Tonight on the Old Camp ground (en) de Lewis D. Collins
- 1943 : La Fille et son cow-boy (A Lady Takes a Chance) de William A. Seiter
- 1943 : Black Market Rustlers (en) de S. Roy Luby (en)
- 1945 : Laurel et Hardy toréadors (The Bullfighters) de Malcolm St. Clair
- 1946 : Lawless Breed (en) de Wallace Fox
- 1946 : Duel au soleil (Duel in the Sun) (non crédité) de King Vidor
- 1946 : Lame de fond (Undercurrent) (non crédité) de Vincente Minnelli
- 1947 : L'Ange et le Mauvais Garçon (Angel and the Badman) (non crédité) de James Edward Grant (*)
- 1947 : Prairie Express (en) de Lambert Hillyer
- 1948 : Le Massacre de Fort Apache (Fort Apache) de John Ford (*)
- 1948 : Lightnin' in the Forest (en) de George Blair
- 1948 : Deux Sacrées Canailles (The Sainted Sisters) de William D. Russell
- 1948 : Feudin', Fussin' and A-Fightin' de George Sherman
- 1948 : Le Sang de la terre (Tap Roots) de George Marshall
- 1948 : La Rivière rouge (Red River) d'Howard Hawks (*)
- 1948 : Le Fils du désert (Three Godfathers) de John Ford (*)
- 1949 : L'Indésirable Monsieur Donovan (Cover-up) d'Alfred E. Green
- 1949 : Le Mustang noir (Red Canyon) de George Sherman
- 1949 : Le Bagarreur du Kentucky (The Fighting Kentuckian)  (non crédité) de George Waggner (*)
- 1950 : Les Cinq Gosses d'oncle Johnny (Father is a Bachelor) de Norman Foster et Abby Berlin (en)
- 1950 : Le Convoi des braves (Wagon Master) de John Ford
- 1950 : Curtain call at Cactus Creek (en) de Charles Lamont
- 1951 : Sugarfoot d'Edwin L. Marin
- 1951 : Deux Nigauds chez les barbus (Comin' Round the Mountain) de Charles Lamont
- 1951 : Joe Palooka in Triple Cross (en) de Reginald Le Borg
- 1952 : La Captive aux yeux clairs (The Big Sky) d'Howard Hawks
- 1952 : Woman of the North Country (en) de Joseph Kane
- 1952 : Apache War Smoke (en) d'Harold F. Kress
- 1953 : Victime du destin (The Lawless Breed) (non crédité) de Raoul Walsh
- 1953 : La Rivière de la poudre (Powder River) (non crédité) de Louis King
- 1954 : Chasse au gang (Crime Wave) (non crédité) d'André de Toth
- 1954 : Les Proscrits du Colorado (The Outcast) (non crédité) de William Witney
- 1955 : La Rivière de nos amours (The Indian Fighter) d'André de Toth
- 1956 : La Prisonnière du désert (The Searchers) de John Ford (*)
- 1956 : Accused of Murder (en) de Joseph Kane
- 1957 : The Quiet Gun (en) de William F. Claxton
- 1957 : La poursuite fantastique (en) (Dragoons wells Massacre) d'Harold D. Schuster
- 1957 : La Forêt meurtrière (Spoilers of the Forest) de Joseph Kane
- 1957 : Quarante tueurs (Forty Guns) de Samuel Fuller
- 1958 : The Notorious Mr. Monks (en) de Joseph Kane
- 1959 : Les Cavaliers (The Horse Soldiers) de John Ford (*)
- 1960 : Alamo (The Alamo) de John Wayne (*)
- 1961 : La Vengeance aux deux visages (One-Eyed Jack) de Marlon Brando
- 1963 : Le Grand McLintock (McLintock !) d'Andrew V. McLaglen (*)
- 1967 : Good Times de William Friedkin
- 1969 : Big Daddy (en) de Carl K. Hittleman
- 1969 : Cent Dollars pour un shérif (True Grit) (non crédité) d'Henry Hathaway (*)
- 1970 : Chisum d'Andrew V. McLaglen (*)
- 1970 : Rio Lobo (non crédité) d'Howard Hawks (*)
- 1971 : Zachariah de George Englund
- 1971 : Big Jake de George Sherman (*)
- 1973 : Les Cordes de la potence (Cahill U.S. Marshall) d'Andrew V. McLaglen (*)
- 1977 : Flush d'Andrew J. Kuehn
- 1977 : The Legend of Frank Woods (en) de Richard Robinson et Hagen Smith
- 1977 : Wich Way is up ? de Michael Schultz
- 1978 : American Party (Big Wednesday) de John Milius
- 1978 : Sgt. Pepper's Lonely Hearts Club Band de Michael Schultz
- 1978 : Doux, Dur et Dingue (Every wich Way but loose) de James Fargo
- 1980 : Soggy Bottom, USA de Theodore J. Flicker (en)
- 1980 : Bronco Billy de Clint Eastwood
- 1981 : Scream de Byron Quisenberry : John
- 1982 : Hammett de Wim Wenders : Pool Room Attendant
- 1983 : Please don't eat the Babies (en) d'Henri Charr (en) : Gramps Jebediah
- 1984 : Les Guerriers des étoiles (The Ice Pirates) de Stewart Raffill : Elderly Jason
- 1985 : Trackers (en) (Space Rage) de Conrad E. Palmisano :  Old Codger
- 1985 : UFOria (en) de John Binder : Colonel
- 1985 : Runaway Train d'Andreï Kontchalovski
- 1990 : Big Bad John (en) de Burt Kennedy :   Good Ole Boy
- 1990 : Un ange... ou presque (Almost an Angel) de John Cornell : Pop

### Télévision
Séries, sauf mention contraire
- 1955 : Le Monde merveilleux de Disney (The Wonderful World of Disney ou Disneyland), Saison 2, épisode 13 Davy Crockett and the River Pirates de Norman Foster
- 1960 : Rawhide, Saison 2, épisode 15 Incident of the Devil and his Due ; Saison 3, épisode 9 Incident of the Captive de Stuart Heisler
- 1960-1961 : Bonanza, Saison 1, épisode 24 The Stranger (1960) de Christian Nyby ; Saison 2, épisode 18 The Bride (1961) d'Alvin Ganzer
- 1960-1961 : La Grande Caravane (Wagon Train), Saison 4, épisode 9 The Colter Craven Story (1960) de John Ford, et épisode 27 The Nellie Jefferson Story (1961) de Virgil W. Vogel
- 1965-1967 : Daniel Boone, Saison 1, épisode 15 The Prophet (1965) de Robert D. Webb ; Saison 3, épisode 27 Take the Southbound Stage (1967)
- 1967 : Le Cheval de fer (The Iron Horse), Saison 2, épisode 13 Dealer's Choice
- 1968 : Les Bannis (The Outcasts), épisode 9 Le Vin lourd (The Heady Wine)
- 1974 : Gunsmoke ou Police des plaines (Gunsmoke ou Marshal Dillon), Saison 20, épisode 9 The Tarnished Badge de Michael O'Herlihy
- 1988 : Le Dernier Western (Once Upon a Texas Train), téléfilm de Burt Kennedy
- 1990-1991 : Twin Peaks, Saison 2, épisode 1 May the Giant be with you (1990), épisode 7 Lonely Souls (1990), épisode 9 Arbitrary Law (1990) et épisode 22 Beyond Life and Death (1991)

## Théâtre (à Broadway)
- 1931 : Green grow the Lilacs (en), pièce (avec musique) de Lynn Riggs (en), avec Richard Hale, Tex Ritter, Lee Strasberg, Franchot Tone, Helen Westley